# Sương băng

Bow River, sương mù băng tại Calgary -20 °C, tháng 1 năm 2015

Sương băng là một loại sương mù bao gồm các tinh thể băng mịn lơ lửng trong không khí. Nó chỉ xảy ra ở những nơi lạnh của thế giới, do nước giọt lơ lửng trong không khí có thể vẫn còn lỏng xuống đến −40 °C (−40 °F). Nó nên được phân biệt với bụi kim cương, một lượng tinh thể băng thưa thớt rơi xuống từ một bầu trời quang đãng. Nó cũng nên được phân biệt với sương mù, thường được gọi là pogonip ở miền tây Hoa Kỳ. 

## Ở Hoa Kỳ

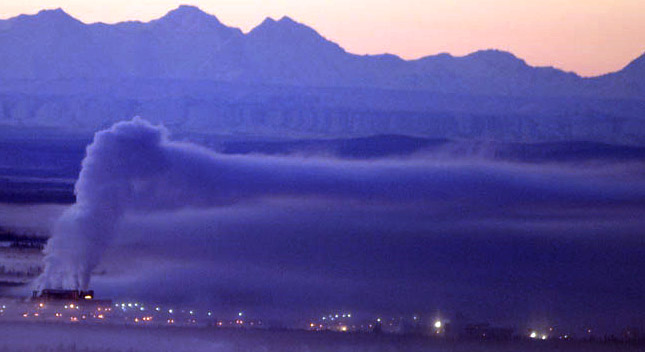
Sương mù băng trên Fairbanks, Alaska vào mùa đông năm 2005. Nhiệt độ xấp xỉ âm 30F. Lưu ý ảo ảnh ở căn cứ của dãy Alaska

Sương mù băng có thể khá phổ biến ở khu vực nội địa và phía bắc Alaska, vì nhiệt độ thường xuyên xuống dưới -40 ° trong những tháng mùa đông. Sương mù băng chỉ hình thành trong các điều kiện cụ thể; độ ẩm phải gần 100% khi nhiệt độ không khí giảm xuống dưới 0 °C (32 °F), cho phép các tinh thể băng hình thành trong không khí. Các tinh thể băng sau đó sẽ lắng xuống bề mặt.

Giả sử, những người định cư ban đầu gọi hiện tượng này là "cái chết trắng" vì họ tin rằng các tinh thể đã xâm nhập vào phổi của họ và gây ra cái chết.